# Taborovskijtoppen
Taborovskijtoppen är en bergstopp i Antarktis. Den ligger i Östantarktis. Norge gör anspråk på området. Toppen på Taborovskijtoppen är 2 895 meter över havet.
Terrängen runt Taborovskijtoppen är varierad. Taborovskijtoppen är den högsta punkten i trakten. Trakten är obefolkad. Det finns inga samhällen i närheten. 